# Шекетино Брдо
45°26′ пн. ш. 15°29′ сх. д. / 45.43° пн. ш. 15.49° сх. д.
Шекетино Брдо (хорв. Šeketino Brdo) — населений пункт у Хорватії, в Карловацькій жупанії у складі міста Дуга Реса.

## Населення
Населення за даними перепису 2011 року становило 181 осіб.
Динаміка чисельності населення поселення: